# Wolfgang Schellmann
Wolfgang Schellmann (Kassel, 2 de março de 1911 – Hrodna, 22 de junho de 1941) foi um piloto alemão durante a Segunda Guerra Mundial. Comandou as unidades JG 2 e JG 27 e foi condecorado com a Cruz de Cavaleiro da Cruz de Ferro. Schellmann obteve 25 vitórias em mais de 150 missões de combate, o que fez dele um ás da aviação. Alcançou 12 vitórias durante a Guerra Civil Espanhola e, das suas 13 vitórias durante a Segunda Guerra Mundial, 12 foram reivindicadas sobre a Frente Ocidental e uma na Frente Oriental. Enquanto combatia em 1941 na União Soviética, desapareceu em combate, não voltando a ser visto.

## Condecorações
- Cruz Espanhola em Ouro com Espadas e Diamantes
- Cruz de Ferro (1939)
  - 2ª classe
  - 1ª classe
- Cruz de Cavaleiro da Cruz de Ferro (18 de setembro de 1940) como Major e Geschwaderkommodore do JG 2[4]